# Álex Moreno
Alexandre Moreno Lopera, detto Álex (Sant Sadurní d'Anoia, 8 giugno 1993), è un calciatore spagnolo, difensore o ala dell'Aston Villa.

## Caratteristiche tecniche
È un esterno sinistro.

## Carriera

### Club
Cresciuto nelle giovanili del Barcellona, ha esordito nel calcio professionistico con la maglia dello 
Costa Brava il 23 novembre 2012 in un match pareggiato 2-2 contro il Sant Andreu.

## Statistiche

### Presenze e reti nei club
Statistiche aggiornate al 30 giugno 2025.
| Stagione              | Squadra               | Campionato            | Campionato | Campionato | Coppe nazionali | Coppe nazionali | Coppe nazionali | Coppe continentali | Coppe continentali | Coppe continentali | Altre coppe | Altre coppe | Altre coppe | Totale | Totale |
| Stagione              | Squadra               | Comp                  | Pres       | Reti       | Comp            | Pres            | Reti            | Comp               | Pres               | Reti               | Comp        | Pres        | Reti        | Pres   | Reti   |
| --------------------- | --------------------- | --------------------- | ---------- | ---------- | --------------- | --------------- | --------------- | ------------------ | ------------------ | ------------------ | ----------- | ----------- | ----------- | ------ | ------ |
| 2010-2011             | Vilafranca            | TD                    | 1          | 0          | CR              | 0               | 0               | -                  | -                  | -                  | -           | -           | -           | 1      | 0      |
| 2012-2013             | Costa Brava           | SB                    | 27         | 2          | CR              | 4               | 0               | -                  | -                  | -                  | -           | -           | -           | 31     | 2      |
| 2013-2014             | Maiorca               | SD                    | 31         | 2          | CR              | 1               | 0               | -                  | -                  | -                  | -           | -           | -           | 32     | 2      |
| 2014-2015             | Rayo Vallecano        | PD                    | 11         | 0          | CR              | 2               | 1               | -                  | -                  | -                  | -           | -           | -           | 13     | 1      |
| 2015-2016             | Elche                 | SD                    | 40         | 2          | CR              | 1               | 0               | -                  | -                  | -                  | -           | -           | -           | 41     | 2      |
| 2016-2017             | Rayo Vallecano        | SD                    | 37         | 4          | CR              | 1               | 0               | -                  | -                  | -                  | -           | -           | -           | 38     | 4      |
| 2017-2018             | Rayo Vallecano        | SD                    | 40         | 3          | CR              | 0               | 0               | -                  | -                  | -                  | -           | -           | -           | 40     | 3      |
| 2018-2019             | Rayo Vallecano        | PD                    | 36         | 1          | CR              | 0               | 0               | -                  | -                  | -                  | -           | -           | -           | 36     | 1      |
| Totale Rayo Vallecano | Totale Rayo Vallecano | Totale Rayo Vallecano | 124        | 8          |                 | 3               | 1               |                    | -                  | -                  |             | -           | -           | 127    | 9      |
| 2019-2020             | Real Betis            | PD                    | 31         | 0          | CR              | 2               | 1               | -                  | -                  | -                  | -           | -           | -           | 33     | 1      |
| 2020-2021             | Real Betis            | PD                    | 23         | 0          | CR              | 2               | 0               | -                  | -                  | -                  | -           | -           | -           | 25     | 0      |
| 2021-2022             | Real Betis            | PD                    | 30         | 5          | CR              | 8               | 0               | UEL                | 7                  | 0                  | -           | -           | -           | 45     | 5      |
| 2022- gen 2023        | Real Betis            | PD                    | 15         | 0          | CR              | 0               | 0               | UEL                | 4                  | 0                  | -           | -           | -           | 19     | 0      |
| Totale Real Betis     | Totale Real Betis     | Totale Real Betis     | 99         | 5          |                 | 12              | 0               |                    | 11                 | 0                  | -           | -           | -           | 122    | 5      |
| gen.-giu. 2023        | Aston Villa           | PL                    | 19         | 0          | FACup+CdL       | 0               | 0               | -                  | -                  | -                  | -           | -           | -           | 19     | 0      |
| 2023-2024             | Aston Villa           | PL                    | 21         | 2          | FACup+CdL       | 3+0             | 0               | UECL               | 5                  | 1                  | -           | -           | -           | 29     | 3      |
| Totale Aston Villa    | Totale Aston Villa    | Totale Aston Villa    | 40         | 2          |                 | 3               | 0               |                    | 5                  | 1                  |             | -           | -           | 48     | 3      |
| 2024-2025             | Nottingham Forest     | PL                    | 15         | 0          | FACup+CdL       | 3+1             | 0               | -                  | -                  | -                  | -           | -           | -           | 19     | 0      |
| Totale carriera       | Totale carriera       | Totale carriera       | 376        | 21         |                 | 28              | 1               |                    | 16                 | 1                  |             | -           | -           | 430    | 23     |

## Palmarès

### Club

#### Competizioni nazionali
- Coppa di Spagna: 1

Betis: 2021-2022